# Куккойла
Ку́ккойла (карел. Kukkoilu) — деревня в составе Ведлозерского сельского поселения Пряжинского национального района Республики Карелия.

## Общие сведения
Расположена на северном берегу озера Ведлозеро.

## Население
| 2002 | 2010 | 2013 |
| ---- | ---- | ---- |
| 14   | ↘6   | ↗8   |